# ハリー・マーコウィッツ
ハリー・マックス・マーコウィッツ（Harry Max Markowitz、1927年8月24日 - 2023年6月22日）は、アメリカ合衆国の経済学者。日本語ではハリー・マーコビッツと呼ばれる場合もある。
1990年、「資産運用の安全性を高めるための一般理論形成」によりノーベル経済学賞を受賞した。東京大学の客員教授の経験もある。

## 略歴
- 1927年　イリノイ州シカゴで生まれる。
- シカゴ大学でBAをとり、その後はシカゴ大学に付属していたコウルズ委員会のメンバーとなり経済学に力を入れる。
- 1952年　ランド研究所に入る。
- 1955年　シカゴ大学からPh.D.を取得する。
- 1955年～1956年　エール大学に移ったコウルズ財団（Cowles Foundation）で勤務する（ジェームズ・トービンの誘いによる）。
- 1959年　『ポートフォリオ選択論』の本を出す。
- 1962年　CACI International（旧名California Analysis Center）という会社を作る。
- 1989年　ジョン・フォン・ノイマン理論賞を受ける。
- 1990年　ノーベル経済学賞を受賞。
- 1990年　ニューヨーク市立大学Baruch Collegeの教授となる。
- 現在　カリフォルニア大学サンディエゴ校にあるRady School of Managementでadjunct professorとして教えるとともに、Harry Markowitz Co.の事務所でコンサルタントを行っている。

## 人物
- ノーベル経済学賞受賞が決まった際、マーコウィッツは講演のため訪日中であった。また、受賞後のインタビューにおいて、「賞金[1]は自らが体系化した理論で資産運用を実施したい」と語っている。

## 著書

### 日本語訳
- 『ポートフォリオ選択論――効率的な分散投資法』、鈴木雪夫監訳、山一証券投資信託委託株式会社訳、東洋経済新報社、1969年

### 原書
- Markowitz, H.M. (March 1952). "Portfolio Selection". The Journal of Finance 7 (1): 77–91. doi:10.2307/2975974. JSTOR 2975974.
- Markowitz, H.M. (April 1952). "The Utility of Wealth". The Journal of Political Economy (Cowles Foundation Paper 57) LX (2): 151–158.
- Markowitz, H.M. (April 1957). "The Elimination Form of the Inverse and Its Application to Linear Programming". Management Science 3 (3): 255–269. doi:10.1287/mnsc.3.3.255.
- Markowitz, H.M. (1959). Portfolio Selection: Efficient Diversification of Investments. New York: John Wiley & Sons. (reprinted by Yale University Press, 1970, ISBN 978-0300013726; 2nd ed. Basil Blackwell, 1991, ISBN 978-1557861085)
- Markowitz, H.M. (October 1, 1979). Belzer, Jack; Holzman, Albert G.; Kent, Allen. eds. "SIMSCRIPT", Encyclopedia of Computer Science and Technology. 13. New York and Basel: Marcel Dekker. pp. 516. ISBN 978-082-472-263-0.
- Markowitz, H.M. and E. van Dijk (March/April 2003). "Single-Period Mean-Variance Analysis in a Changing World". Financial Analysts Journal 59 (2): 30–44. doi:10.2469/faj.v59.n2.2512.
- Markowitz, H.M. (September/October 2005). "Market Efficiency: A Theoretical Distinction and So What?". Financial Analysts Journal 61 (5): 17–30. doi:10.2469/faj.v61.n5.2752.
- Markowitz, H.M. (2009). Harry Markowitz: Selected Works. World Scientific-Nobel Laureate Series: Vol. 1. Hackensack, New Jersey: World Scientific. pp. 716. ISBN 978-981-283-364-8.

## 参考
- en:Harry Markowitz(英語）